# Stalag VI-A

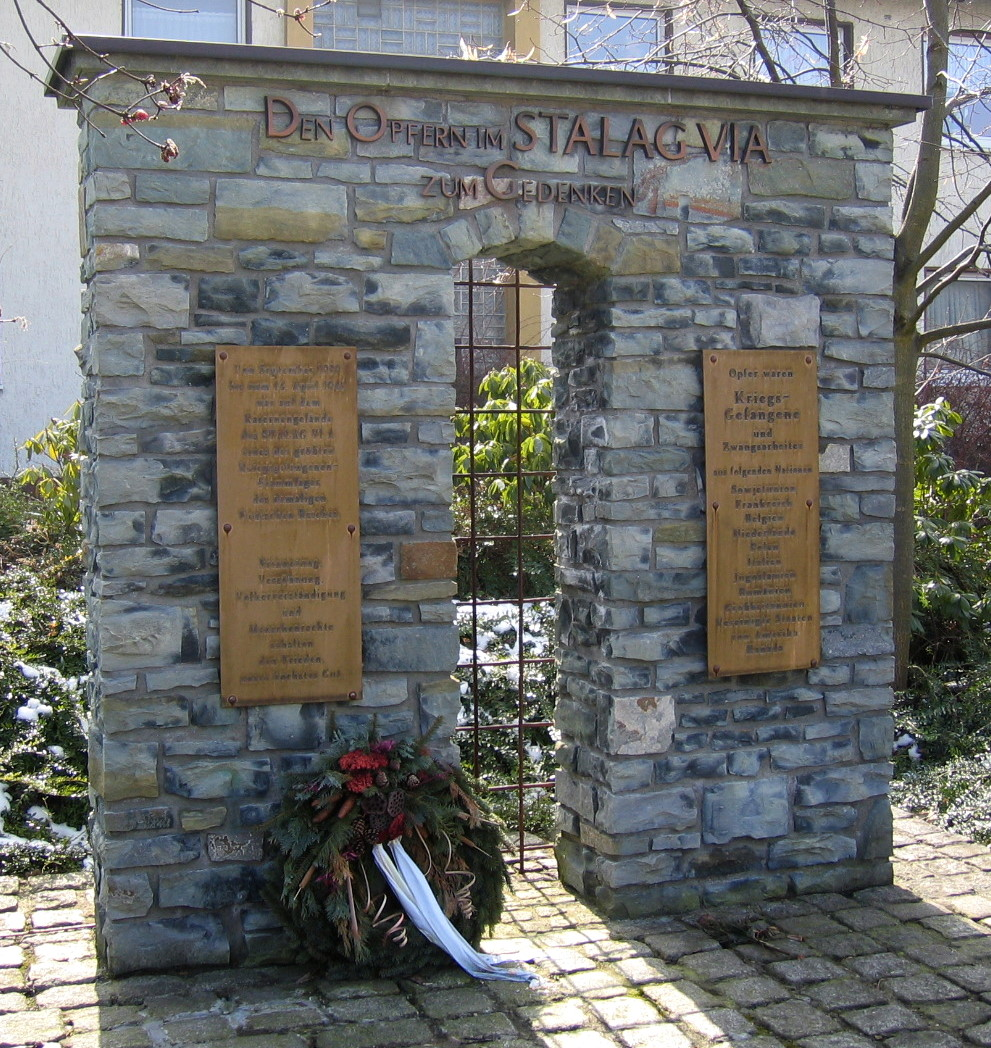
Mémorial

Le Stalag VI/A est un camp de prisonniers allemand, dit « Stalag » (pour Stammlager) de la Seconde Guerre mondiale. Il était situé à Hemer, en Rhénanie-du-Nord-Westphalie.

## Histoire
C'était à l'origine un camp destiné aux prisonniers d'origine slave, et il compta jusqu'à 24 000 prisonniers. Situé sur le flanc d'une colline qui surplombe le village de Hemer, il mesurait approximativement 200 sur 100 mètres. Il était entouré de fils barbelés mais ne disposait pas de tours de surveillance. 
Sur les 24 000 prisonniers, 20 000 étaient des Russes, 3 000 des Polonais. Jusqu'à l'arrivée de prisonniers alliés, ils avaient travaillé comme ouvriers agricoles slaves dans les fermes allemandes de la région. Puis arrivèrent 1 500 Italiens et 500 Français, à partir de 1940. Le camp n'avait été construit que pour 10 000 prisonniers. 
Il fut libéré par la VIIe armée américaine le 14 avril 1945. À sa libération, le camp comptait :
- 19 411 Russes
- 2 753 Français
- 548 Belges
- 190 Italiens
- 140 Polonais
- 107 Yougoslaves
- 99 Américains
- 30 Roumains
- 14 Grecs
- 4 Tchécoslovaques
- 4 Britanniques

soit 23 302 prisonniers au total.
D'après un rapport de l'armée américaine, les conditions de vie dans le camp étaient atroces. L'hôpital abritait 9 000 patients, souffrant du typhus, de pneumonie, de fièvre pourprée, de tuberculose et de dysenterie. Il y avait une moyenne de 100 à 150 décès par jour et des corps gisaient sans sépulture. Les prisonniers étaient en haillons, le corps couvert de poux. Les installations sanitaires étaient à la fois sales et très insuffisantes. La situation alimentaire était cependant ce qu'il y avait de pire. Aucune nourriture n'avait été fournie au cours des quatre jours précédant l'arrivée des Américains. Auparavant, les prisonniers avaient vécu de soupe d'orge (un bol par jour pour les Russes, deux bols par les autres nationalités) et une miche de pain pour dix hommes. Les Russes étaient tous atteints de malnutrition. Les Américains, dont la plupart avaient été capturés peu de temps auparavant, étaient en relativement bon état.

## Sources
- Maurice Delavier, Stalag VI A, Paris, Floury, 1946, 60 p.